# Albert Ball
Albert Ball (ur. 14 sierpnia 1896 w Nottingham, zm. 7 maja 1917 w Annœullin) – brytyjski pilot myśliwski, jeden z czołowych brytyjskich asów okresu I wojny światowej. Odniósł 44 zwycięstwa powietrzne.

## Życiorys

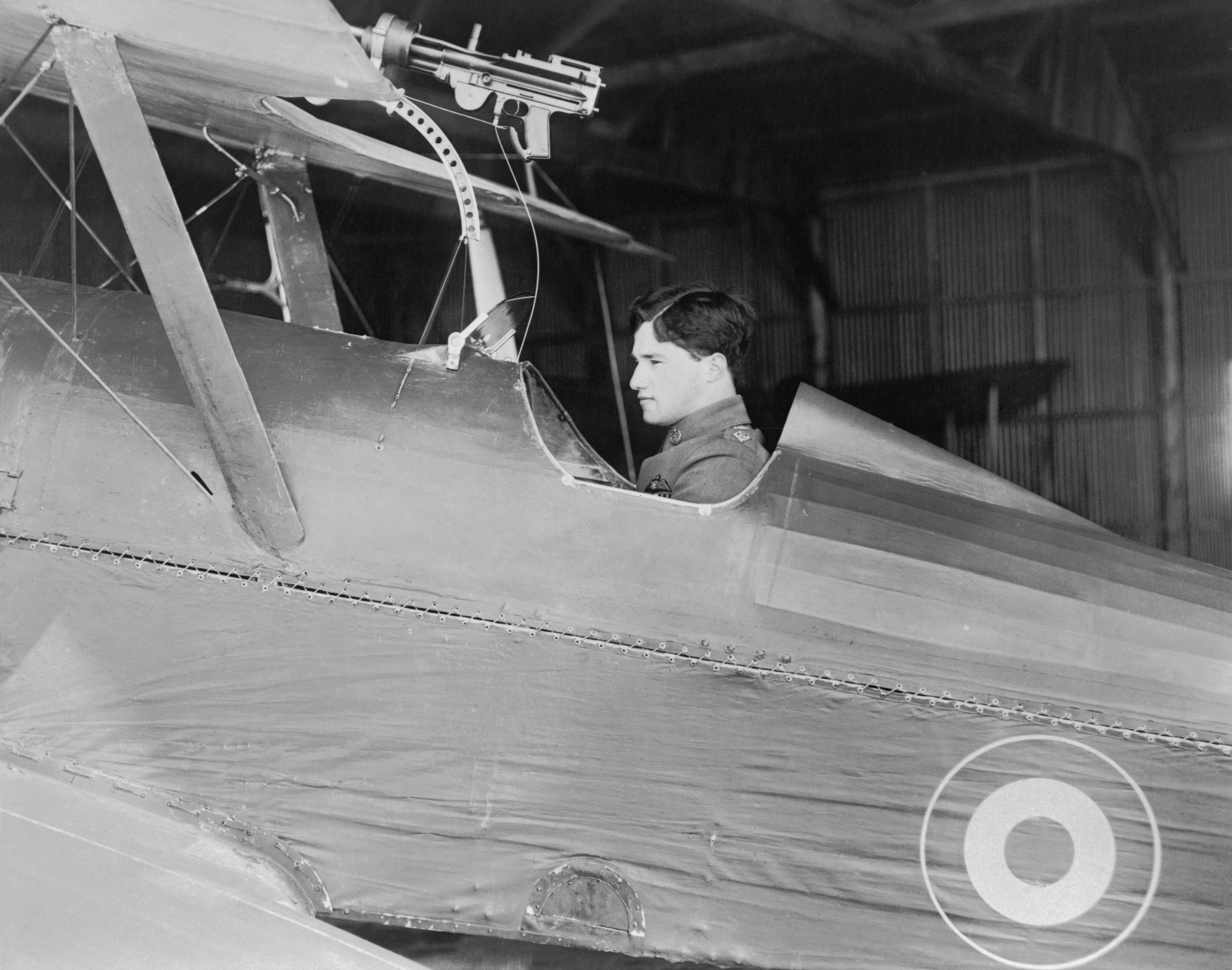
Albert Ball w kabinie SE.5a

Albert Ball urodził się w Nottingham w Anglii. Wkrótce po wybuchu wojny wstąpił do armii brytyjskiej. Służył początkowo w pułku piechoty Sherwood Foresters, uzyskując stopień podporucznika (2nd Lt), lecz następnie ukończył na własną rękę kurs pilotażu i w październiku 1915 uzyskał przeniesienie do lotnictwa brytyjskiego Royal Flying Corps (RFC). Początkowo latał w 13. dywizjonie na dwumiejscowych samolotach obserwacyjnych B.E.2c. Wykonywał loty rozpoznawcze, korygujące ogień artylerii, a także misje polegające na zrzucaniu spadochroniarzy na terytorium wroga.
W 1916 roku Ball został przeniesiony do 11. Dywizjonu, stając się pilotem myśliwskim. 16 maja 1916 zestrzelił pierwszy samolot niemiecki. Wkrótce zamienił samolot na nowoczesny wówczas myśliwiec Nieuport 17, na którym odniósł większość swoich zwycięstw. 29 maja zestrzelił swój drugi i trzeci samolot. W tym okresie zaczęła się bitwa nad Sommą, cechująca się znacznym nasileniem operacji lotniczych obu stron. Ball szybko wyspecjalizował się w samotnym polowaniu na formacje niemieckich lekkich bombowców. Wykorzystując karabin maszynowy Lewis, mocowany na górnym płacie na zaczepie Fostera, umożliwiającym podniesienie go lufą do góry w celu zmiany magazynka, Ball stosował często zaskakującą taktykę, przelatując pod samolotem wroga i ostrzeliwując go z małej odległości z uniesionego karabinu. Do końca lipca 1916 uzyskał łącznie 7 zwycięstw. W sierpniu i wrześniu zestrzelił aż 24 niemieckie samoloty. Kilkakrotnie zestrzelił po dwa lub trzy samoloty jednego dnia, często atakując przeważające liczebnie formacje. Od końca sierpnia latał w 60. Dywizjonie RFC, w tym okresie też został awansowany na kapitana. W październiku został wycofany z frontu do Anglii do szkolenia pilotów. Z wynikiem 31 zwycięstw (według innych źródeł 30) był wówczas na krótko nawet czołowym asem myśliwskim świata. Stał się pierwszym brytyjskim asem, który zdobył szeroką sławę w prasie. Ball mimo to był nietowarzyskim samotnikiem, silnie zaangażowanym religijnie, zajmującym się w chwilach pomiędzy lotami uprawianiem ogródka lub obsługą swojego samolotu.
Na początku 1917 Ball ponownie powrócił na front, w składzie 56. Dywizjonu RFC. Latał głównie na nowym typie myśliwca S.E.5a, początkowo go jednak nie lubił i wciąż wykonywał samotne patrole także na Nieuporcie. Od 23 kwietnia do 6 maja uzyskał kolejne 13 zwycięstw, w tym także nad myśliwcami wroga, głównie Albatros D.III.
Albert Ball zginął 7 maja 1917; okoliczności jego śmierci nie są jednak ustalone. Tego dnia jego dywizjon wdał się walkę z niemiecką eskadrą Jasta 11. Walka przebiegała wieczorem, w trudnych warunkach atmosferycznych, w chmurach. Niemiecki oficer, por. Hailer widział z ziemi, jak samolot Balla wyleciał z chmury odwrócony do góry kołami i z niedziałającym śmigłem, a następnie uderzył w ziemię koło Annœullin we Francji, na terytorium okupowanym przez Niemcy. Niemcy oficjalnie przypisali zestrzelenie Balla Lotharowi von Richthofen, który wówczas zaczynał karierę myśliwską i również został podczas tej walki zestrzelony, lecz zdołał awaryjnie wylądować. Bardziej prawdopodobną wersją jest jednak, że Ball po ewentualnym zestrzeleniu von Richthofena, stracił orientację w chmurze i rozbił się. Nieliczne źródła podają mało prawdopodobną wersję, że Ball miał zostać zestrzelony ogniem z ziemi (z wieży kościelnej).
Albert Ball uzyskał łącznie 44 zwycięstwa powietrzne (w tym 1 balon), będąc czołowym asem angielskiego lotnictwa w chwili śmierci. Pod względem liczby zwycięstw, był czwartym spośród angielskich asów I wojny światowej (nie licząc pilotów kanadyjskich i południowoafrykańskich).
Albert Ball został pochowany z honorami wojskowymi na cmentarzu wojskowym w Annœullin, w sekcji niemieckiej (jako jedyny lotnik brytyjski). Aż do dziś jego grób jest utrzymywany przez krewnych Cecille Deloffre, która jako dziewczynka znalazła wrak samolotu Balla na polu uprawnym.

### Odznaczenia
- Krzyż Wiktorii (Victoria Cross) – pośmiertnie
- Distinguished Service Order – trzykrotnie (DSO and Two Bars)
- Krzyż Wojskowy (Military Cross)[1]
- Kawaler Legii Honorowej (Francja)
- Order św. Jerzego IV klasy (Imperium Rosyjskie)